# 瓦茨拉夫·博伊尔
瓦茨拉夫·博伊尔（Wenceslas Bojer，1795年9月23日—1856年6月4日）为捷克植物学家及博物学家。